# قناری بلژیکی
قناری بلژیکی
این نژاد در نیمه قرن نوزدهم به وجود آمد. از مشخصات اختصاصی آن حالت قوزکردگی دایمی پرنده است که حتی به هنگام بالا گرفتن سر نیز مشاهده می‌شود. طول او بین ۱۵ تا ۱۷ سانتی متر است. به‌طور کلی یک قناری قلمی و باریک است که امتداد دم و پشت او برهم عمود می‌باشند. سینه او نه خیلی گود و فرو رفته و نه خیلی برآمده و گرد است. سرتا حدی صاف و شبیه مار می‌باشد . قناری بلژیکی از لحاظ جثه کمی از قناری رولر بزرگ تر و آواز آن از رولر نیز متنوع تر است، البته تمامی تُن‌های صدایش به دلنشینی تُن‌های رولر نمی باشد. این نژاد تا قبل از جنگ جهانی اول از محبوب‌ترین نژادهای قناری در اروپا به شمار می رفت و پس از پایان جنگ به علت تأثیر ناخوشایند جنگ بر کشور بلژیک توجه چندانی به پرورش و تکثیر این نژاد نشد و این امر باعث شد که تعداد این نژاد به شدت رو به کاهش نهاد و به مرز انقراض نزدیک شود. نژاد خالص آن جثه ای بزرگ دارد، اما امروزه این نژاد جثه ای کوچک داشته و کمی بزرگ تر از نژاد رولر می‌باشد . این نژاد به رنگ‌های زرد، زرد تیره، سفید و سبز دیده می‌شود.

## فهرست منابع
۱. دکتر احسان مقدس(۱۳۹۰): پرورش، نگهداری وبیماری‌های قناری، انتشارات نیلوبرگ، چاپ اول، شهریور ماه ۱۳۹۰، تهران.